# César Schroevens
César Schroevens es un escultor belga nacido en Amberes en  1884.

## Biografía
Nace en Amberes en 1884.
Alumno del escultor Frans Joris en la Academia de su ciudad natal así como de su tío el escultor Jef Lambeaux, en el taller del que trabaja durante un tiempo antes de instalarse en Bruselas, donde afrancesará su nombre a  Schrouvens o Scrouvens. 
Participa en diversos Salones donde obtiene el éxito con, entre otras obras, los bustos de personalidades de la época, como el poeta Émile Verhaeren (1918) y el citado Jef Lambeaux . Recibe el tercer Prix de Rome en 1919 y es convocado para realizar la decoración escultórica de la Ópera de Amberes.
Su busto de Verhaeren fue comprado por la Villa de París en recuerdo del poeta e inaugurado en 1927 en la pequeña plaza que colinda con la iglesia de Saint Severin. Fue requisado por el ejército alemán durante la Segunda Guerra Mundial y desde entonces se ha perdido su rastro.
Existe otro busto en bronce de Verhaeren en Rouen (1928).
Schroevens falleció en Bruselas en 1972.

## Algunas obras
- Busto de un filósofo, bronce ,
- Cabeza de una joven fauna (en francés: Tête de jeune faune) bronce a partir de un modelo del escultor[1]